# ريشارد تريفينو
ريشارد تريفينو (بالفرنسية: Richard Trivino)‏ (5 يونيو 1977 في فرنسا - ) هو لاعب كرة قدم فرنسي في مركز حراسة المرمى. شارك مع منتخب فرنسا تحت 21 سنة لكرة القدم. أما مع النوادي، فقد لعب مع نادي بولون ونادي غويونيون ونادي كريتيل ونادي ميتز.

## وصلات خارجية
- ريشارد تريفينو على موقع رابطة كرة القدم الفرنسية للمحترفين (الإنجليزية)
- ريشارد تريفينو على موقع قاعدة بيانات كرة القدم.إي يو (الإنجليزية)
- ريشارد تريفينو على موقع Soccerway.com (الإنجليزية)